# Snowkiting

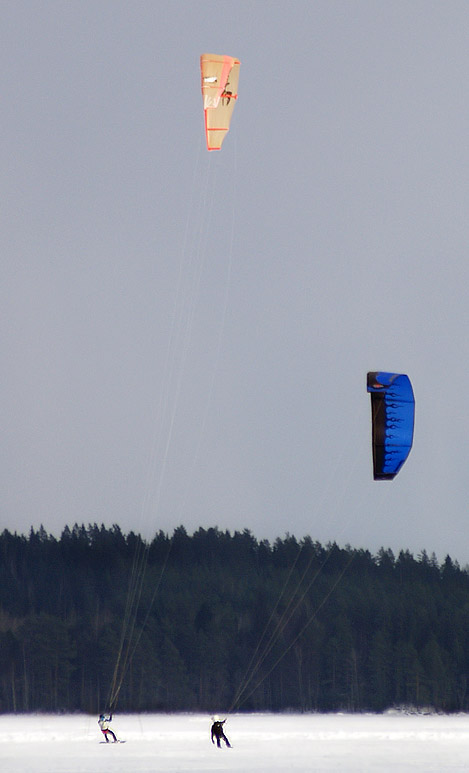
Snowkiting na jezeře Kallavesi, Kuopio, Finsko, květen 2005.

Snowkiting (nebo též kite skiing) je velmi mladý zimní outdoorový adrealinový sport podobný vodní variantě zvané kitesurfing. Za použití tažného draka se jezdec uvádí do pohybu po sněhové pláni na lyžích či snowboardu. Na rozdíl od sjezdového lyžování či snowboardingu je tento sport možné provozovat na rovině (zasněžené pláně, mírné svahy, zasněžená zamrzlá jezera). Plochý terén je dokonce vhodnější než kopce díky stabilnějšímu větru, přesto někteří pokročilí snowkiteři preferují jízdu v horách, kde členitý terén poskytuje širší možnosti. Někdy se používá tažný drak jako pomůcka při freeridingu (tzn. jízdě ve volném terénu) - snowboardista či lyžař se nechá drakem vytáhnout do kopce, nahoře draka sbalí a sjede dolů.
Snowkiting na lyžích se někdy označuje jako kiteskiing.

## Popis Snowkitingu
Snowkiting je velmi populární v zemích, kde jsou rozlehlé polární pláně (Kanada, Finsko, Švédsko, atd.) a v zemích s vhodnými horskými terény (Francie, Švýcarsko). I v České republice se však tento sport rozšiřuje díky příznivým větrným podmínkám a množství vhodných lokalit. Větrný rozsah, kdy je možné snowkiting provozovat, je zhruba od 4 m/s; podle dlouhodobých statistik je v zimních měsících v ČR více než polovina dní nad touto hranicí (4m/s odpovídají 3. stupni Beaufortovy stupnice větru).
Pro snowkiting se většinou používají draci komorové konstrukce, není ale výjimkou ani použití nafukovacích draků. Používají se běžné lyže či snowboard, existují ale i specializované snowkiteboardy. Od snowboardu se liší především vyztuženou zadní hranou bez vykrojení.
Podobně jako kitesurfing, landkiting či buggykiting je i snowkiting považován za extrémní sport, proto patří přilba k základní výbavě. U kitesurfingu i snowkitingu je potřeba znát mezinárodně uznávaná pravidla, díky kterým lze předejít srážce nebo zranění. Jedním z pravidel je přednost jezdce, který má tažného draka, ve směru jízdy, po pravé straně. Jezdec, který má tažného draka po levé straně jej musí vést po větru co nejníže.

## Druhy snowkitingu

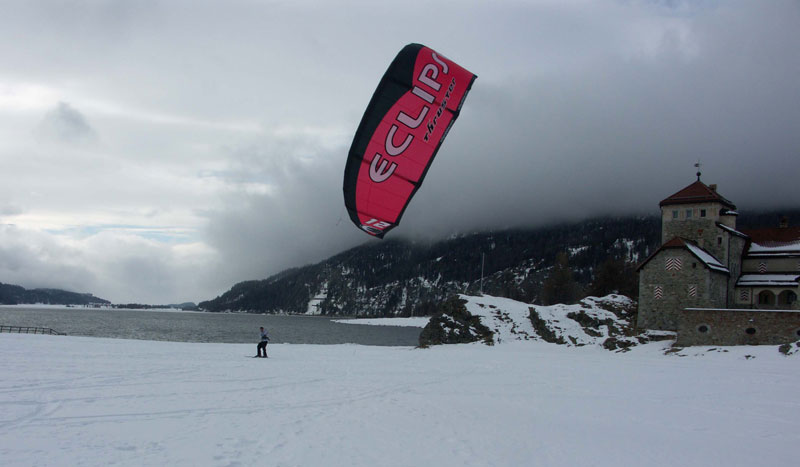
Kiteskiing

- Freeriding - jízda ve volném terénu, v hlubokém sněhu. Freeriding je znám ze snowboardové terminologie jako ježdění mimo sjezdovky; ve spojení se snowkitingem to znamená samotné ježdění ve velkém otevřeném prostoru.
- Freestyle - freestylem rozumíme především skoky a předvádění triků ve vzduchu. Freestylové prvky ve snowkitingu jsou odvozené od freestyle kitesurfingu, především unhooked a wakesytyle triky jsou však na sněhu velmi nebezpečné. V porovnání se snowboardingem však snowkiting umožňuje daleko vyšší a delší skoky.
- Jibing - jde o disciplínu velmi podobnou jibbingu na snowboardu. Přesto, že tato disciplína je velice mladá, už vzniklo i u nás několik snowkiteparků s raily, bednami, atd.
- Kite-flying - nejnebezpečnější forma tohoto sportu, která je výsadou jen nejzkušenějších jezdců. Kite-flying je možné provozovat pouze na horách, v podstatě jde o paragliding provozovaný s tažným drakem. Jezdec se může dostat i do výšky několika desítek metrů a zůstat tak ve vzduchu i více než minutu. Vzhledem k tomu, že tažní draci nejsou primárně vyrobeni k létání, jde o mimořádně riskantní sport.